# Tephritis neesii
Espèce
Répartition géographique
Synonymes
- Trypeta conjuncta Loew, 1844
- Trypeta nusii Loew, 1844
- Trypeta neesii Meigen, 1830

La Mouche de la Marguerite (Tephritis neesii) est un insecte diptère de la famille des Tephritidae et du genre Tephritis. Cette espèce européenne est essentiellement inféodée à la Marguerite commune (Leucanthemum vulgare) dont les graines sont consommées par sa larve.

## Description
L'ensemble du corps de l'imago de la Mouche de la Marguerite est jaunâtre, mêlé de poils noirs bien visibles. Il mesure de 3,75 à 4,5 mm de long. Les ailes ont toujours deux taches médiane et apicale brunes. Les tergites de l'abdomen ont des poils noirs à la base, et jaunes sur la partie supérieure. Les antennes sont parfois brun-noir, les pattes sont jaune-rougeâtre.
Les mâles ont des fémurs sombres et le troisième segment de chaque antenne est brun foncé, alors que les femelles ont des fémurs jaunes et un troisième segment légèrement brun.
La larve est jaune-blanc avec des petites verrues sur chacun de ses segments. Elle mesure de 1,5 à 3,5 mm de long suivant son développement. 
La pupe mesure 3,5 mm de long et 1,5 mm de large. Elle est de couleur noire à brun clair,.

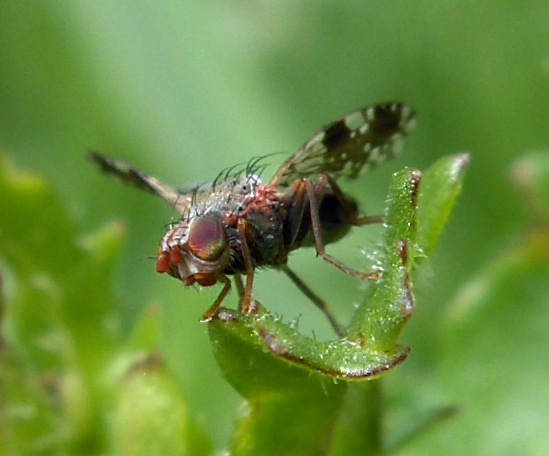
Imago
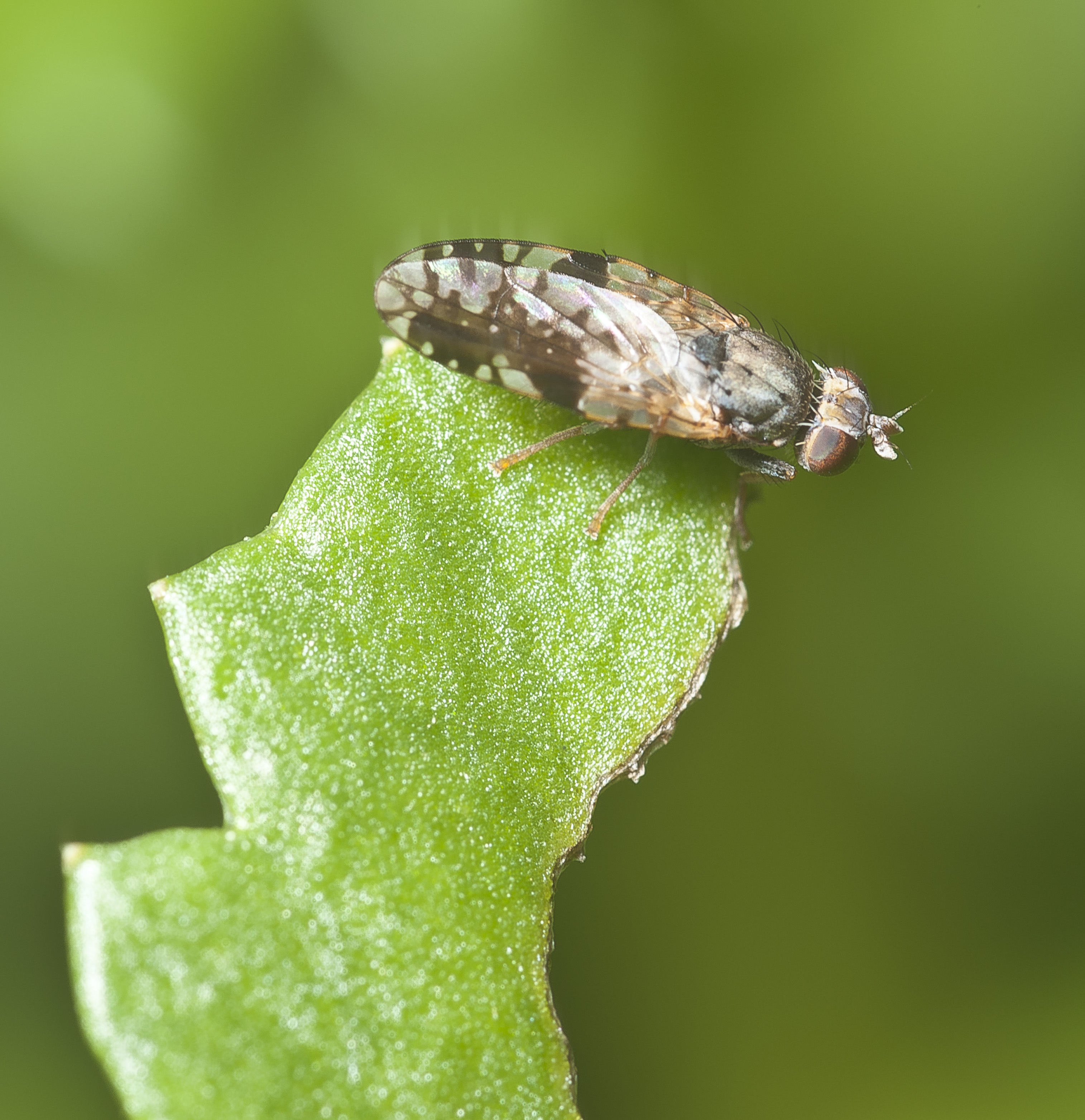
Imago (Allemagne)
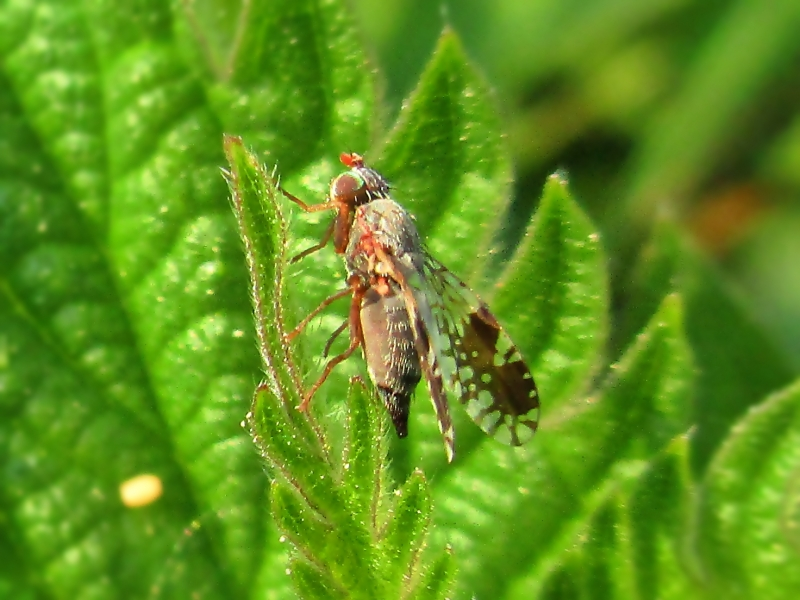
Femelle (Pays-Bas)
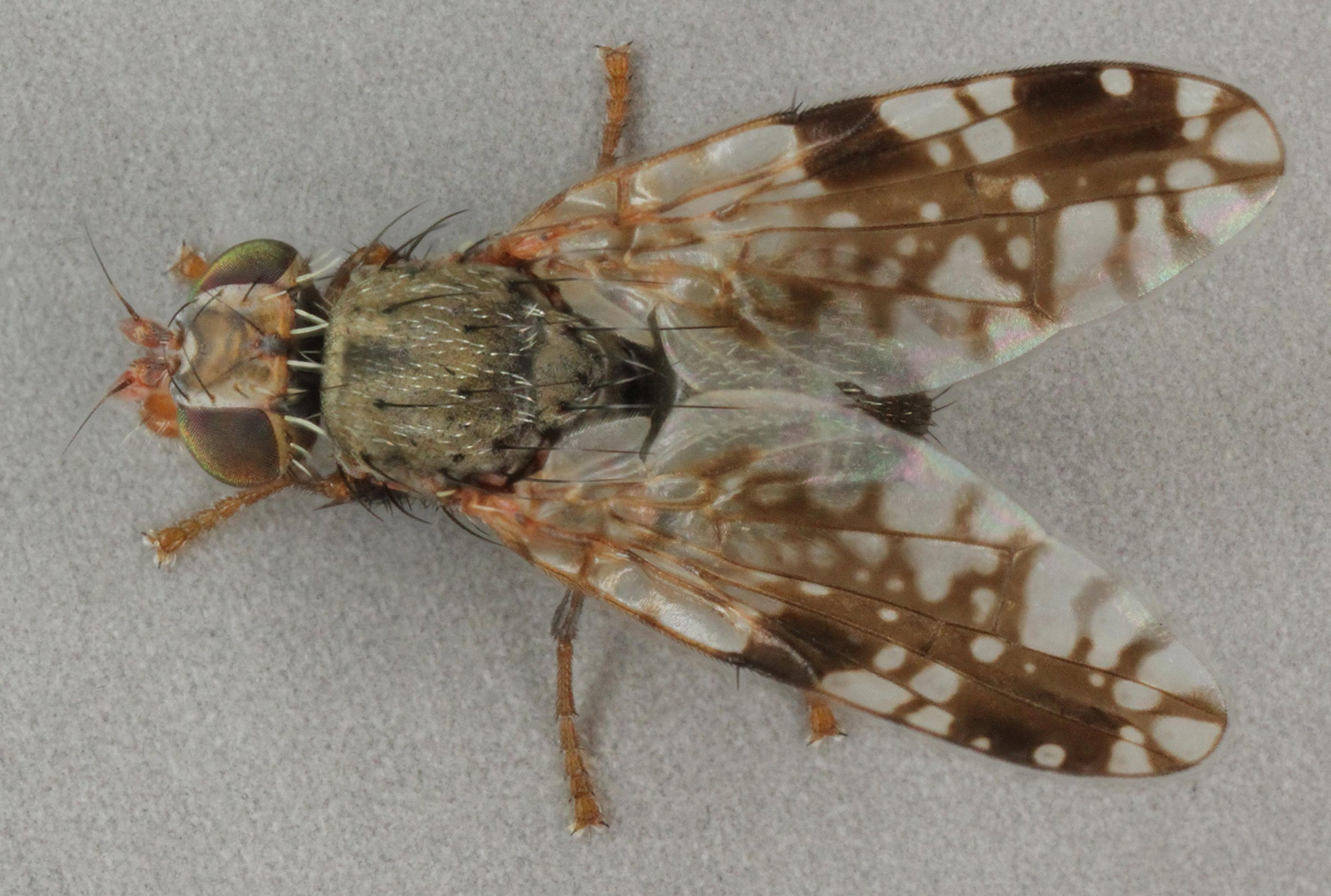
Imago (pays de Galles)

## Éthologie
Après son accouplement, la femelle pond dans le bouton floral de la Marguerite commune. La larve s'y développe en ingérant les graines de sa plante hôte.
Afin de pouvoir se contenter de ce régime purement végétal, elle héberge des symbiotes intestinaux.
Après la transformation de la larve en pupe au sein du capitule, l'imago émerge. Tephritis neesii hiberne sous cette forme.
La larve a également été signalée sur Picris hieracioides, Crepis capillaris et Leontodon autumnalis.
La Mouche de la Marguerite est univoltine et vole de juillet à septembre.
Certains parasitoïdes attaquent la Mouche de la Marguerite, à savoir l'Ichneumonidae Bracon obscurator, les Pteromalidae Pteromalus leucanthemi et Pteromalus musaeus et les Eurytomidae Eurytoma robusta et Eurytoma strigifrons.

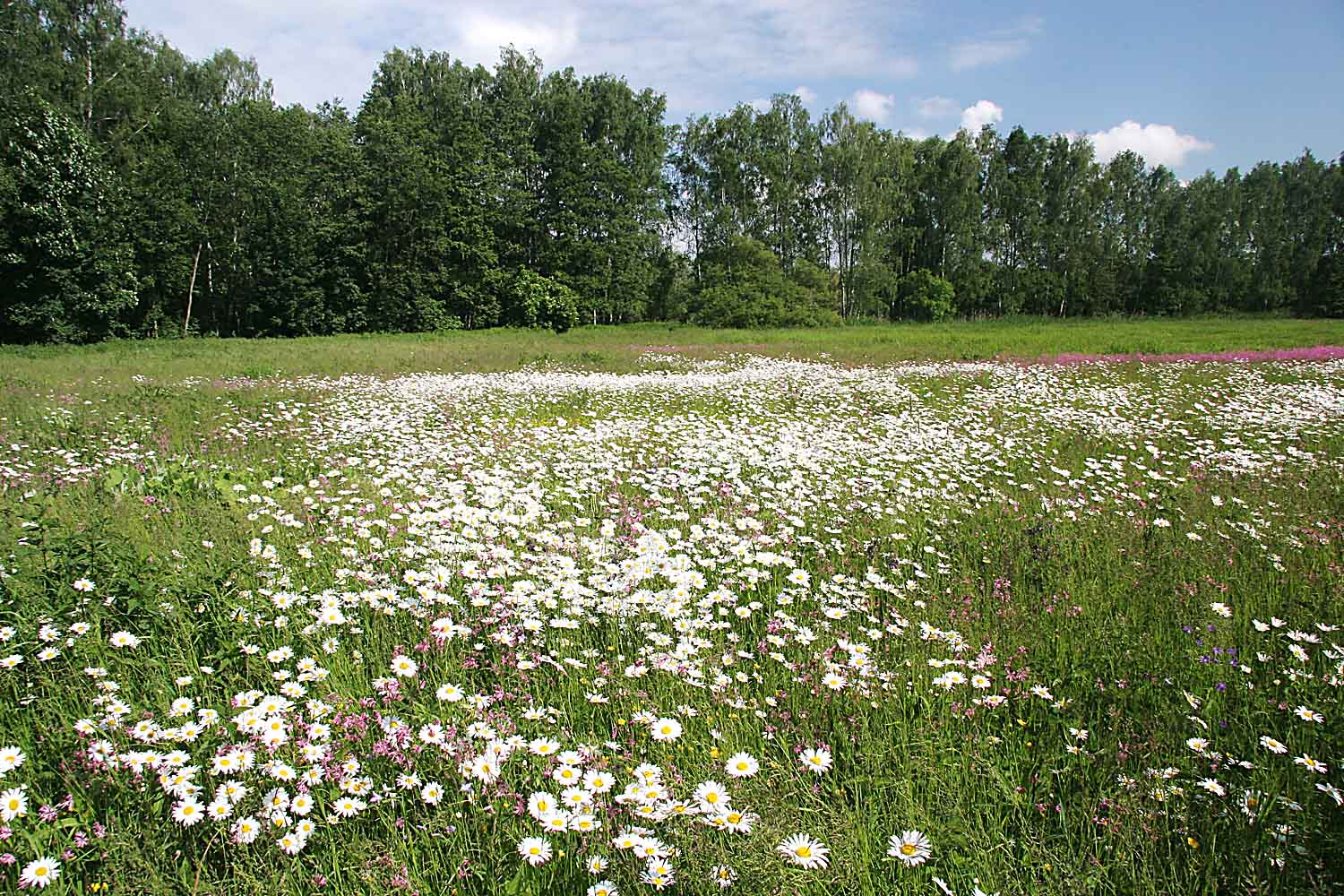
Biotope
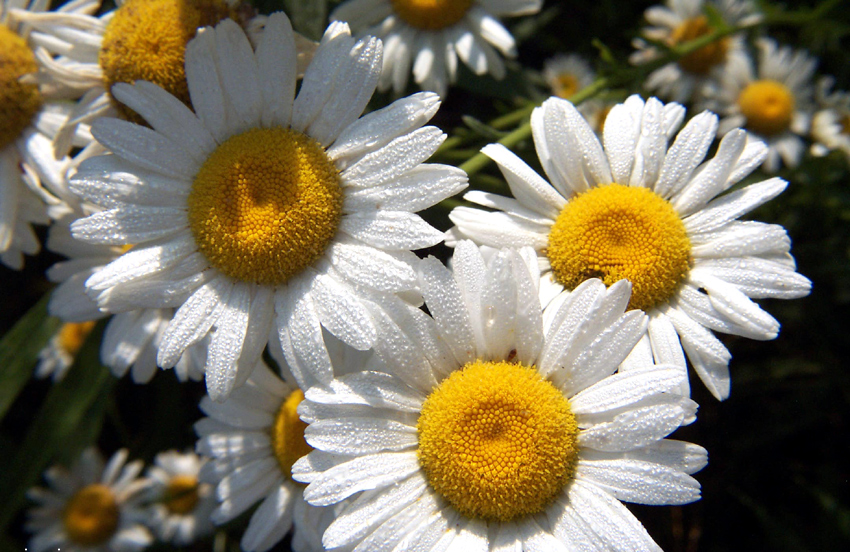
Capitules de Marguerite commune.
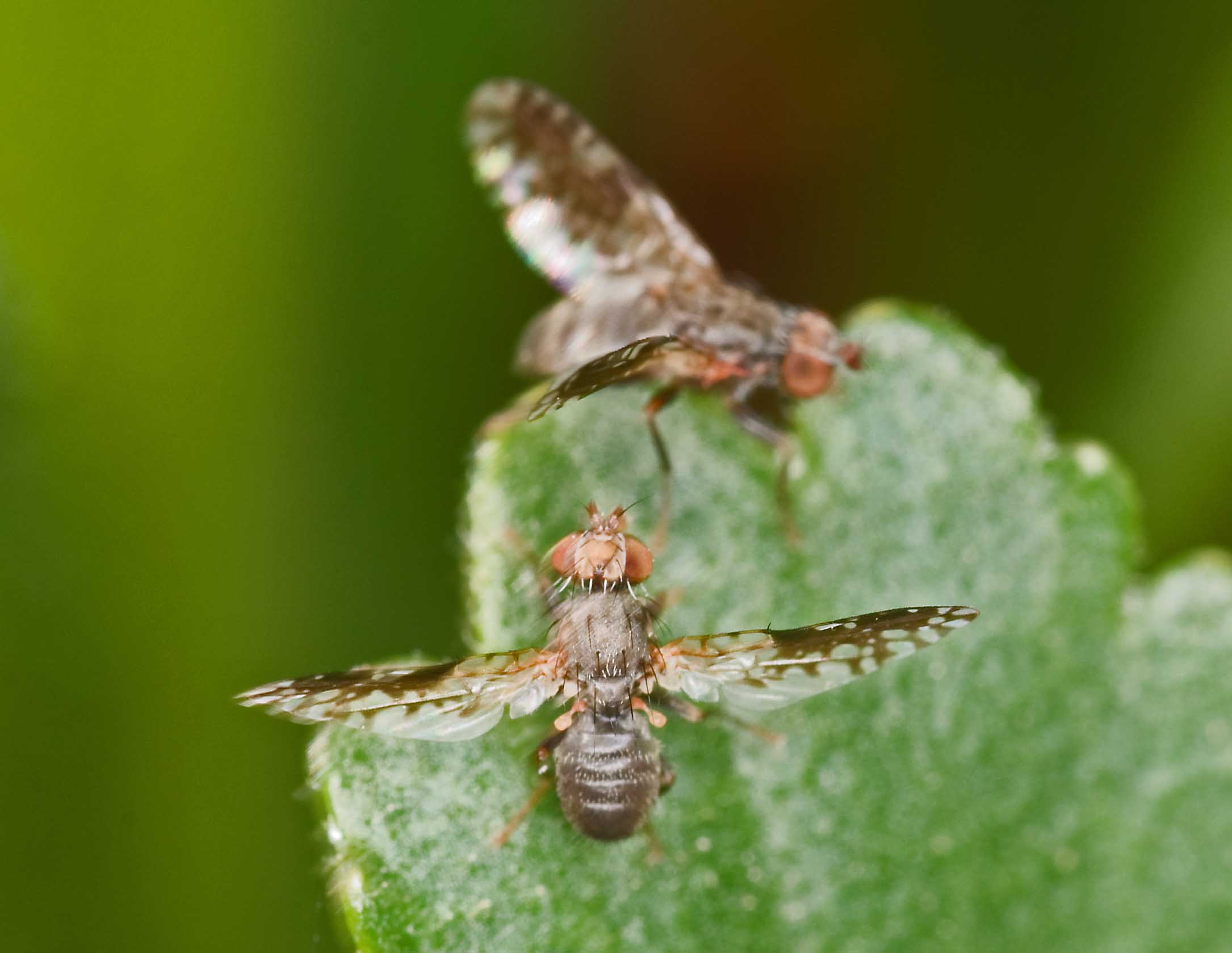
Parade.
- Accouplement et oviposition sur les boutons floraux de la Marguerite (Allemagne).

## Écologie et répartition
La Mouche de la Marguerite affectionne les prés et pâturages, les champs, les vignes, les lisères forestières et les endroits pierreux, sur les sols calcaires et argileux.
Elle est présente sur l'ensemble de l'Europe occidentale et continentale.